# Calchaquí
Calchaquí är en ort i Argentina.   Den ligger i provinsen Santa Fe, i den nordöstra delen av landet, 600 km norr om huvudstaden Buenos Aires. Calchaquí ligger 59 meter över havet och antalet invånare är 10 221.
Terrängen runt Calchaquí är mycket platt. Runt Calchaquí är det mycket glesbefolkat, med 2 invånare per kvadratkilometer..
Trakten runt Calchaquí består i huvudsak av gräsmarker.